# سلطان بن سلمان بن عبد العزيز آل سعود
الأمير سلطان بن سلمان بن عبد العزيز آل سعود (27 يونيو 1956 -) الابن الثاني للملك سلمان بن عبد العزيز آل سعود ووالدته هي الأميرة سلطانة بنت تركي بن أحمد السديري، رئيس مجلس إدارة الهيئة السعودية للفضاء منذ تأسيسها وحتى 2 مايو 2021، ومستشار خاص لخادم الحرمين الشريفين بمرتبة وزير منذ 2 مايو 2021، ورئيس مجلس أمناء مؤسسة الملك سلمان غير الربحية، وهو أول رائد فضاء عربي وأول رائد فضاء مسلم، وشغل منصب رئيس الهيئة العامة للسياحة والتراث الوطني في المملكة العربية السعودية حتى 27 ديسمبر 2018. مؤسس ورئيس مجلس إدارة نادي الطيران السعودي، والرئيس الفخري للمنظمة العربية للسياحة.

## الحياة الشخصية والتعليم

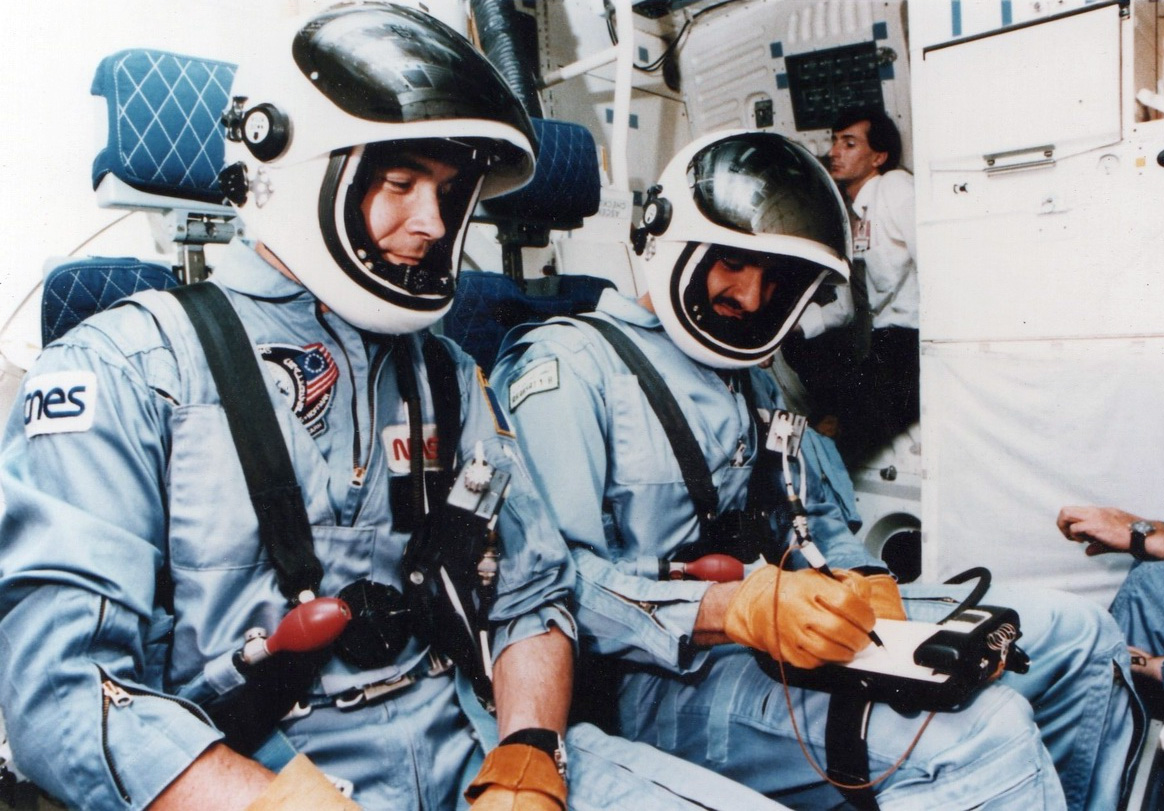
الأمير سلطان خلال الرحلة الفضائية عام 1985

من مواليد الرياض - المملكة العربية السعودية، ومن المهتمين بمجال السياسة الدولية. فبالإضافة إلى مؤهلات الطيران التي حاز عليها في بداية مشواره المهني يحمل سلطان بن سلمان درجة الماجستير في العلوم الاجتماعية والسياسية من جامعة سيراكيوز في الولايات المتحدة الأمريكية (1420هـ - 1999م) بعنوان «التحول القبلي والبناء الوطني في التجربة السعودية». أول رائد فضاء عربي (إس تي إس-51-جي في 1405 هـ- 1985م).

## الحياة العملية
يمتلك خبرة أصيلة في الطيران المدني والعسكري فهو مؤسس ورئيس مجلس إدارة نادي الطيران السعودي ويمارس الطيران المدني لأكثر من ثلاثة عقود بترخيص من قبل هيئة الطيران الاتحادي الفيدرالي في الولايات المتحدة الأمريكية عام 1396هـ (1976م) ومن قبل رئاسة الطيران المدني في ـ المملكة العربية السعودية عام 1398 هـ (1978م) وحاصل على التصديق الفرنسي لرخص الطيران الأجنبية (2009م). وعمل لمدة تجاوزت عشر سنوات في القوات الجوية الملكية السعودية بدءا من كلية الملك فيصل الجوية في ـ الرياض عام 1405هـ (1985م) وقاعدة الملك عبد العزيز الجوية في الظهران عام 1410هـ (1990م) ثم تقاعد برتبة عقيد طيار عام 1416هـ (1996م).

## أسرته
متزوج الأميرة هيفاء بنت سعود الفيصل بن عبد العزيز آل سعود
أبنائه:
- الأمير سلمان بن سلطان بن سلمان بن عبد العزيز آل سعود. متزوج من الأميرة لولوة بنت خالد بن سعود بن خالد آل سعود في 5 ديسمبر 2012م[8] وله من الأبناء الأميرة آية، والأمير سعود.
- الأميرة سحر بنت سلطان بن سلمان بن عبد العزيز آل سعود.
- الأميرة هلا بنت سلطان بن سلمان بن عبد العزيز آل سعود.

## سجل التكريم

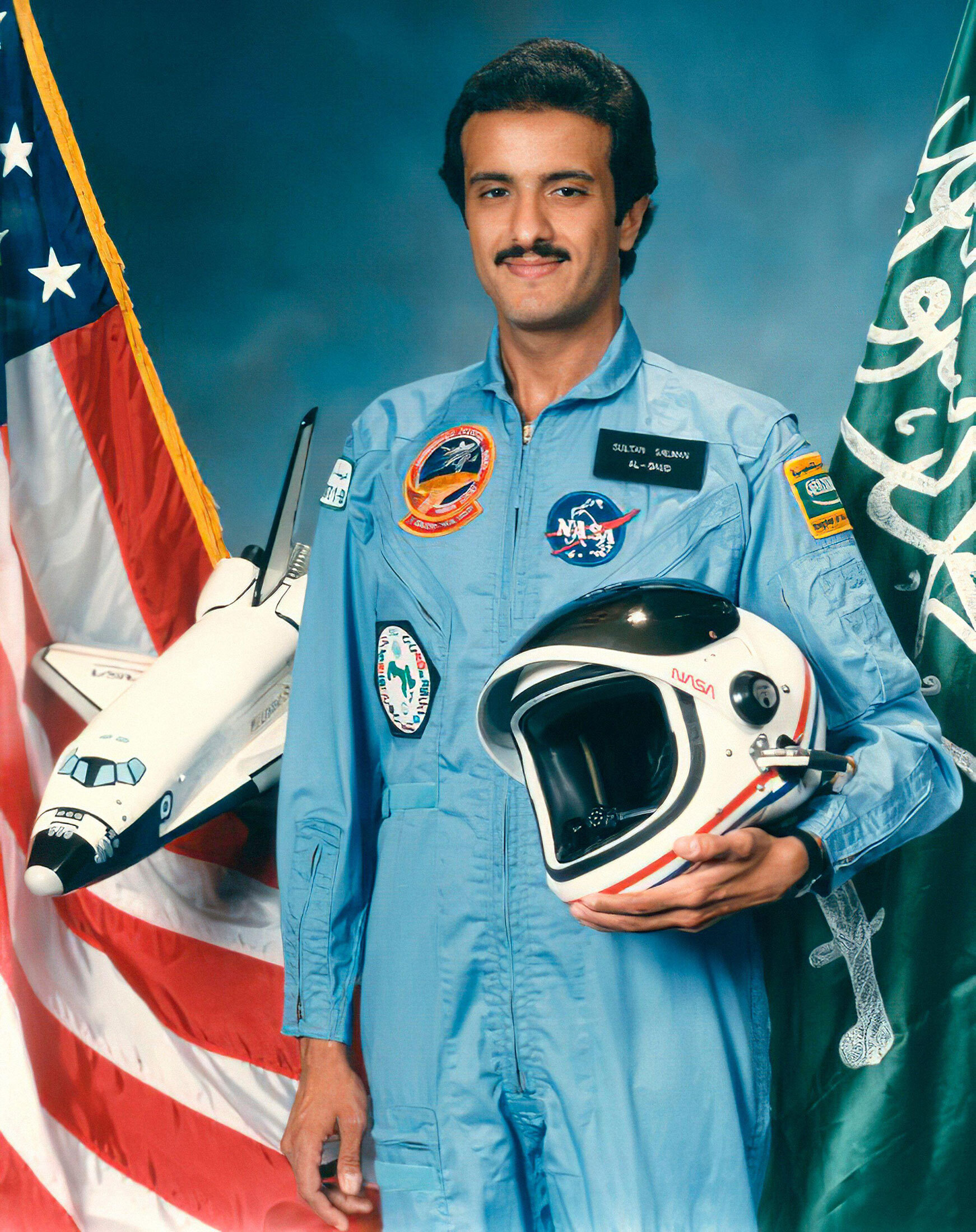

- «وشاح الملك عبد العزيز» ـ المملكة العربية السعودية	1405هـ (1985م)
- «شهادة تقدير» ـ مركز لندون بي جونسون للفضاء ـ إدارة الطيران والفضاء الوطنية «ناسا» ـ الولايات المتحدة الأمريكية	1405هـ (1985م)
- «نوط الفضاء» إدارة الطيران والفضاء الوطنية «ناسا»	1405هـ (1985م)
- وسام الفارس الفخري ـ جمهورية فرنسا.	1405هـ (1985م)
- «قرار مجلس نواب ولاية ماستشيوست الأمريكية» إشادة بالإنجاز التاريخي كأول رائد فضاء عربي	1405هـ (1985م)
- «نوط الجمهورية من الدرجة الأولى» ـ الجمهورية التونسية	1405هـ (1985م)
- «نوط مملكة البحرين من الدرجة الأولى» ـ مملكة البحرين	1405هـ (1985م)
- "وسام الكوكب الأردني من الدرجة الأولي - المملكة الأردنية الهاشمية 	1406هـ (1986م)
- «نوط الهلال» –1- جمهورية باكستان الإسلامية	1406هـ (1986م)
- "وثيقة تقدير " للدور الريادي للعالم العربي في عصر الفضاء"، اللجنة الأمريكية العربية لمناهضة التمييز العنصري ـ الولايات المتحدة الأمريكية	1406هـ (1986م)
- «مفتاح مدينة لوس أنجلوس»، كاليفورنيا ـ الولايات المتحدة الأمريكية	1406هـ (1986م)
- «مفتاح مدينة دالاس»، تكساس ـ الولايات المتحدة الأمريكية	1406هـ (1986م)
- درجة الدكتوراه الفخرية في العلوم من جامعة الملك فهد للبترول والمعادن -المملكة العربية السعودية	1406هـ (1986م)
- «نوط النجمة والوشاح العظيم» ـ جمهورية الصين الشعبية	1407هـ (1987م)
- «نوط الجدارة من الدرجة الأولى» ـ دولة الكويت	1407هـ (1987م)
- «النوط الذهبي للعلوم والآداب» ـ جمهورية السودان	1407هـ (1987م)
- «نوط الاستقلال من الدرجة الأولى» ـ دولة الإمارات العربية المتحدة	1407هـ (1987م)
- «نوط الفنون الوطنية» ـ جمهورية لبنان	1407هـ (1987م)
- «نوط السلطان قابوس» ـ سلطنة عمان	1407هـ (1987م)
- «وشاح الاستقلال» ـ دولة قطر	1407هـ (1987م)
- «نوط الجدارة من الدرجة الأولى» ـ الجمهورية اليمنية	1407هـ (1987م)
- «شارة القوات الجوية العراقية» ـ الجمهورية العراقية	1407هـ (1987م)
- وسام العرش ـ المملكة المغربية	1407هـ (1987م)
- «نوط الشرف العسكري» ـ الجهورية العربية السورية	1407هـ (1987م)
- وسام القائد العظيم في جيبوتي" ـ جمهورية جيبوتي	1408هـ (1988م)
- ميدالية تحرير دولة الكويت" ـ المملكة العربية السعودية	1413هـ (1993م)
- وسام تحرير دولة الكويت من الدرجة الثانية" ـ دولة الكويت	1413هـ (1993م)
- نوط شرف المشاركة في انتصارات حرب الخليج" ـ دولة الكويت	1413هـ (1993م)
- شهادة تقدير وعرفان بمناسبة الذكرى السنوية (العشرون) إقراراً بالدعم المتميز لمعهد الدراسات الفضائية"، برنستون ـ الولايات المتحدة الأمريكية	1417هـ (1997م)
- رجل عام 1997م" لإسهاماته في مجال الإعاقة، مجلة المجلة 	1418هـ (1998م)
- شهادة تقدير«للقيادة الملهمة والمتميزة نحو تحسن معيشة المعوقين» ـ كلية تمبل الجامعية للطب ـ الولايات المتحدة الأمريكية	1419هـ (1999م)
- درع«تكريمي» الشخصيات القيادية في القطاع السياحي العربي ـ الملتقى العربي الدولي للسياحة والسفر ـ جمهورية لبنان	1423هـ (2003م)
- جائزة رجل عام 2003م في تقنية المعلومات بالمملكة (مجموعة نشر وتقنية المعلومات شركة ITP)	1425هـ (2004م)
- وسام الحسين للعطاء المميز من الدرجة الأولى من جلالة الملك عبد الله الثاني ملك المملكة الأردنية نظير الجهود المتميزة في الأعمال الإنسانية لذوي الاحتياجات الخاصة.	1426هـ (2005م)
- جائزة الغرفة التجارية الصناعية بالرياض لخدمة المجتمع في مجال الأوقاف الخيرية.	1428هـ (2007م)
- جائزة (أفضل تطبيق إلكتروني حكومي) في الدول العربية مجلة -ACN Award 	1428هـ -(2007م)

## في الأدب
للشاعر السعودي عبد الرحمن الملق، شعر في مدحه بوصفه أول رائد فضاء عربي بمناسبة زيارته لمنطقة القصيم.

## وصلات خارجية
- نبذة عن سلطان بن سلمان في موقع ناسا